# Пилинка
Пилинка — река в России, протекает в основном в Уржумском районе Кировской области, исток и небольшой отрезок верхнего течения находятся в Мари-Турекском районе Республики Марий Эл. Устье реки находится в 52 км по левому берегу реки Уржумка. Длина реки составляет 19 км.
Исток реки у нежилой деревни Большое Степаново в 5 км к юго-востоку от села Косолапово близ границы с Кировской областью. Река течёт на восток, вскоре после истока перетекает в Кировскую область, где протекает деревни Дубровка, Селенур, Токари, Михайловское, Елькеево, Нижний Унур, Тимошкино, Пиля (все — Лопьяльское сельское поселение). Впадает в Уржумку выше села Лопьял.

## Данные водного реестра
По данным государственного водного реестра России относится к Камскому бассейновому округу, водохозяйственный участок реки — Вятка от водомерного поста посёлка городского типа Аркуль до города Вятские Поляны, речной подбассейн реки — Вятка. Речной бассейн реки — Кама.
Код объекта в государственном водном реестре — 10010300512111100038330.